# Super Micro Computer

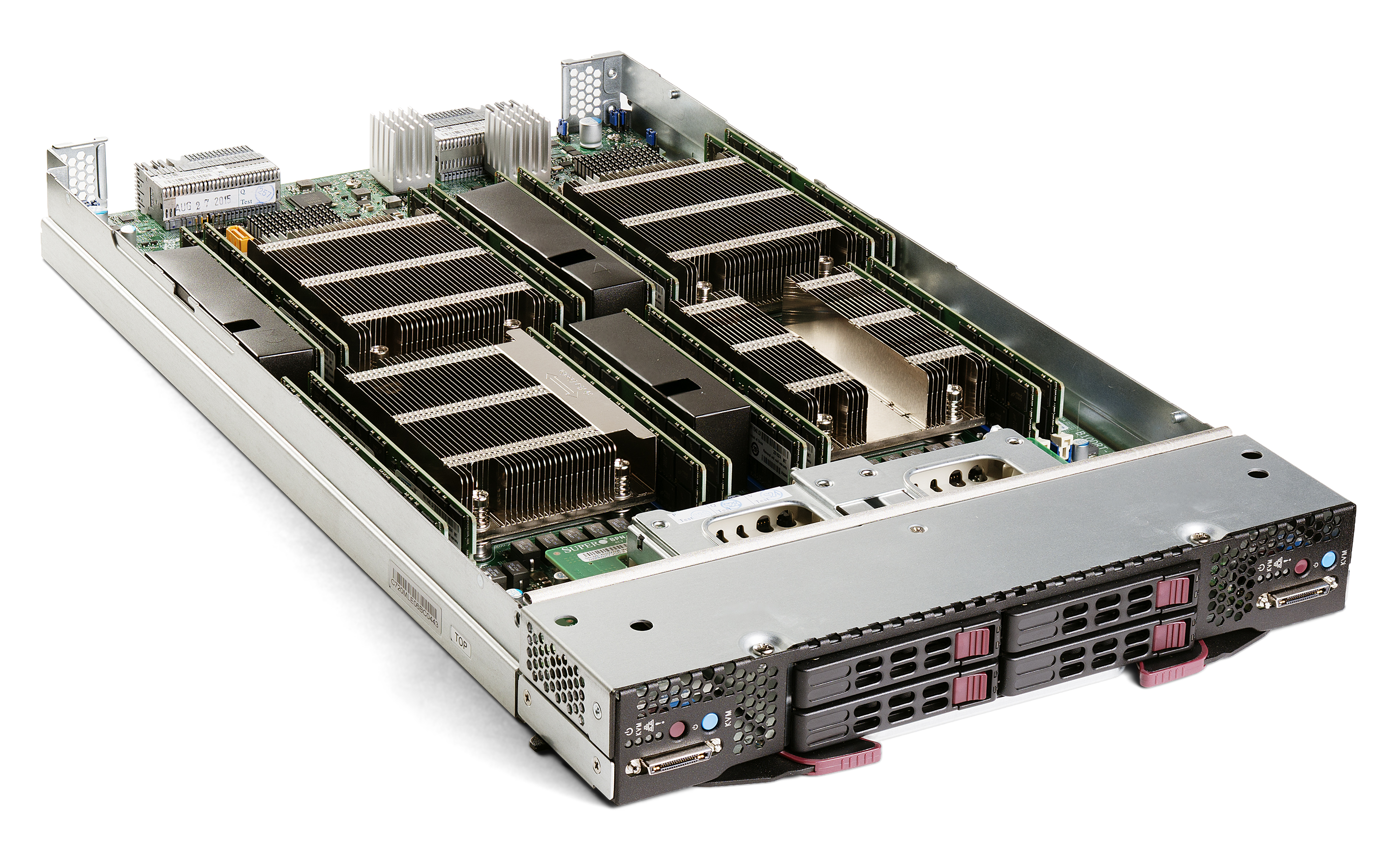
Bladeserver von Supermicro

Super Micro Computer, kurz Supermicro, ist vornehmlich ein Hersteller von Computern für Rechenzentren. Das Unternehmen wurde 1993 vom Ehepaar Charles und Chiu-Chu Liu Liang im kalifornischen San José gegründet.

## Unternehmensdaten
Ab Spätsommer 2017 kam Supermicro durch Verzug bei der Veröffentlichung des Jahresabschlusses und der Quartalsabschlüsse sowie unstimmiger Umsatzzuordnungen nicht nur kurzfristig unter Druck.
Hinzu kam, dass das Nachrichtenunternehmen Bloomberg im Oktober 2018 meldete, Computer von Supermicro würden durch Zulieferer in China Bauteile enthalten, die eine Spionage ermöglichen. Dies halbierte den Supermicro-Aktienwert zeitweise. Später betonte der dazu Befragte, früher für einen israelischen Geheimdienst tätige Techniker, dies sei kein spezielles Problem von Supermicro, sondern ein branchenweites Problem der Lieferketten. Er sei von Bloomberg falsch zitiert worden.
Für jene Reportage erhielt das Nachrichtenunternehmen Bloomberg im August 2019 zwei Negativpreise für den „Most overhyped Bug“ und für den „Most Epic Fail“ auf der alljährlich wiederkehrenden Black-Hat-Konferenz zur IT-Sicherheit in Las Vegas. Ende Oktober 2024 geriet das Unternehmen wieder in die Schlagzeilen, als das Wirtschaftsprüferunternehmen Ernst & Young sein Mandat zur Wirtschaftsprüfung niederlegte.

## Produkte
Supermicro stellt Hauptplatinen, Barebones, konventionelle Server, Bladeserver, Computergehäuse und Kühlungslösungen her, die in eigenen Komplettsystemen eingesetzt, aber auch an OEM-Hersteller und die Computerdistribution vertrieben werden. Die angebotenen Komplettlösungen basieren sowohl auf Intel- als auch auf AMD-Prozessoren. Ein besonderer Schwerpunkt bei Supermicro haben Kompakt-Server basierend auf den System-on-a-Chip Konzepten der Prozessor-Anbieter Intel und AMD. Während die großen Systemanbieter im Bereich der Kompakt-Workstations schon seit ca. 10 Jahren (Stand 2020) mit großen Marktanteilen vertreten sind, sind SOC-Server noch verhältnismäßig wenig verbreitet. Mit Prozessoren wie der Xeon-D2100-Familie von Intel stehen zunehmend Server-taugliche und auf die Prozess-Virtualisierung hin optimierte Prozessoren zur Verfügung, welche SOC-Server ermöglichen. Die hohe Ergonomie für diesen Einsatzzweck, auch im Bereich des IoT wird durch eine Auslegung auf energetische Effizienz, Wartungsfreundlichkeit und die Fernadministration (Einsatz von IPMI) angestrebt. Intels gesamte Produktion dieser Prozessoren wird fast vollständig von Supermicro verbaut. Besonderen Wert wird auch auf Energieeffizienz der Netzteile gelegt, die durchweg mit Wirkungsgraden über 85 % arbeiten, teils mit über 93 %.